# 來阿八赤
来阿八赤（13世纪—1288年），又作阿八赤、阿八失，元朝将领。唐兀氏，宁夏人，术速忽里之子。
来阿八赤为蒙哥宿卫博尔赤，蒙哥大举伐南宋时，参与攻打四川，有战功。监纽璘之军，他驻守重庆下流的铜罗峡，遏制南宋援兵，击败宋朝都统甘顺的军队。元世祖至元七年（1270年），南征襄樊，督运河南北器械粮储，供应围攻襄樊之用。至元十四年（1277年），任同知尚膳院事。至元十八年（1281年），改益都等路宣慰使、都元帅，领兵万人开运河，迁胶莱海道漕运使。至元二十一年（1284年），调任征东招讨使，招降辽东诸部，辽东得以安宁。至元二十二年（1285年），担任征东宣慰使、都元帅。至元二十三年（1286年），任征交趾行省右丞。至元二十四年（1287年），改湖广等处行尚书省右丞，从皇子镇南王脱欢攻安南，至元二十五年，回军时攻竹洞、安邦海口，中三支毒箭，身亡。

## 延伸阅读
[在维基数据编辑]
 《元史·卷129》，出自宋濂《元史》
 《新元史/卷180》，出自柯劭忞《新元史》